# Nakidžin gusuku
Nakidžin gusuku (japonsky: 今帰仁城) je gusuku (hrad nebo pevnost) ležící ve vesnici Nakidžin v severní části Okinawy, Japonsko. Do dnešní doby se dochovaly pouze ruiny. Na konci 14. století se souostroví Rjúkjú skládalo ze tří knížectví: Nanzan na jihu, Kuzan uprostřed a Hokuzan na severu. Nakidžin byl pevností v Hokuzanu. Přímo v pevnosti se nacházelo několik posvátných hájů Utaki, což plně odráží roli gusuku jako důležitého střediska náboženského života. Nakidžin gusuku je také známé svými třešněmi Hikan, které rozkvétají na severní Okinawě od půlky ledna do začátku února.
Nakidžin gusuku bylo v roce 2000, společně s dalšími památkami v prefektuře Okinawa, zapsáno na Seznam světového dědictví UNESCO pod názvem Gusuku a související památky na Království Rjúkjú.